# Inglês das Ilhas Caimã
O inglês das Ilhas Caimã  é uma língua crioula de base inglesa falada nas Ilhas Caimã, território ultramarino britânico no Caribe. Apesar de não haver muito material escrito sobre essa língua, ela "parece ter características crioulas, aparentemente emprestadas, semelhantes às da Jamaica e da América Central, sem ter sofrido crioulização" (John Holm 1989: 479-80). É semelhante ao  inglês das Ilhas da Baía.
Em 2002, o número de falantes era de 20 mil, sendo de facto a língua nacional das Ilhas Caimã, embora não tenha o estatuto de língua oficial.